# Анна Вінлок
Анна Вінлок (1857—1904) — американська астрономка, одна з перших представниць жіночої комп'ютерної групи, відомої як «Гарвардський Комп'ютер». Вона склала найповніший каталог зірок біля північного та південного полюсів своєї епохи. Її також пам'ятають за озрахунками та дослідженнями астероїдів. Зокрема, вона зробила розрахунки на 433 Ерос і 475 Окло.

## Ранні роки
Вінлок народилась 15 вересня 1857 р. у Кембриджі, штат Массачусетс, в сім'ї астронома Джозефа Уінлока та Ізабелли Лейн. У дитинстві відвідувала кембридські школи і почала цікавитись як математикою, так і грецькою мовою. Після закінчення школи вона отримала лист від свого директора з висловленням подяки за її знання грецької мови та за її характер. Батько вплинув на інтерес доньки до астрономії. Коли їй виповнилось дванадцять, вона разом з батьком відвідала експедицію за спостереженням сонячного затемнення у його рідному штаті Кентуккі. У червні 1875 року Джозеф помер, невдовзі закінчення Анною середнбої школи. Дівчина швидко пішла по стопах свого батька, стала однією з перших жінок-службовців в обсерваторії Гарвардського коледжу.

## Обсерваторія Гарвардського коледжу
Після смерті батька їй довелося шукати фінансову підтримку для своєї матері та чотирьох братів і сестер, і незабаром вона звернулася до обсерваторії Гарвардського коледжу, шукаючи роботу з розрахунків. Зокрема, вона змогла зменшити обсяги нередукованих спостережень, розрахунки, які її батько залишив незавершеними. Тимчасовий директор обсерваторії поскаржився, що не може обробляти дані, оскільки за умовою виокристання коштів він має застереження щодо найму когось. Вінлок представилася обсерваторії і запропонувала зменшити кількість спостережень. Гарвард міг запропонувати їй двадцять п'ять центів на годину для обчислень. Вінлок пристала на умови співпраці.

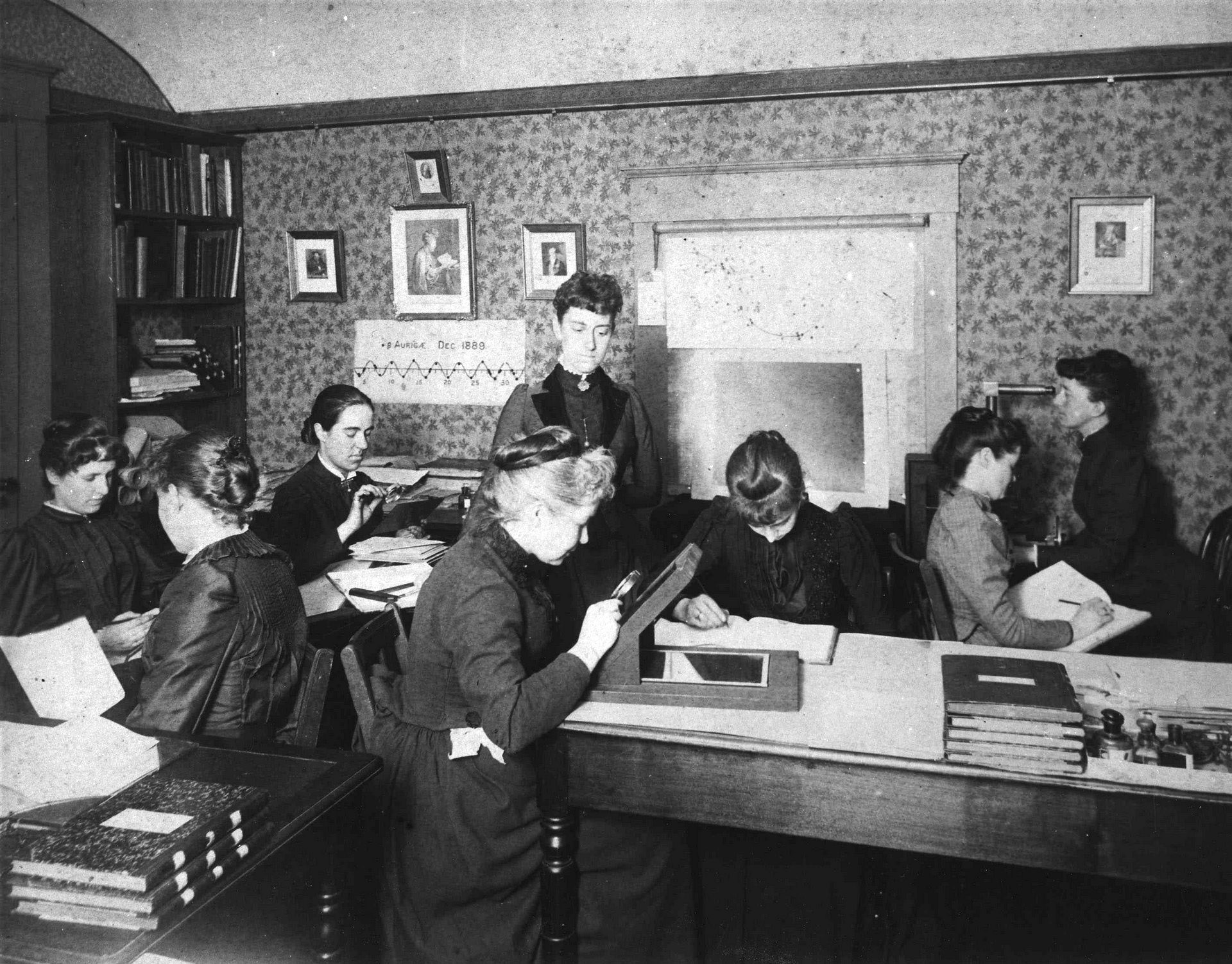
Гарвардські комп'ютери астронома Едварда Чарльза Пікерінга

Менш ніж за рік до неї в обсерваторії приєдналися ще три жінки, які також працювали з комп'ютерами; їх стали називати Гаремом Пікерінга, вони здобули популярність через те, що перестали вважатися незручними співробітниками в урядових обчислювальних установах через низьку заробітну плату жінок та важку роботу, хоч і якісну. Вінлок вважала важливою роботу в астрономії, особливо для жінок. Власною науковою діяльністю та своїм внеском у зоряну програму обсерваторії вона послужила прикладом того, що жінки так само здатні, як і чоловіки, виконувати астрономічну роботу.

## Основні внески
Протягом своєї тридцятирічної кар'єри в обсерваторії Гарвардського коледжу Вінлок сприяла розвитокові багатьох проектів, з якими стикалася обсерваторія. Її найзначніша робота включала постійну і важку роботу з зменшення та обчислення спостережень за колом меридіана. П'ятьма роками раніше під керівництвом її батька обсерваторія співпрацювала з численними зарубіжними обсерваторіями в проекті з підготовки всеосяжного каталогу зірок. Проект був розділений на ділянки або зони колами, паралельними небесному екватору. Вінлок почала працювати над секцією під назвою «Кембриджська зона» незабаром після того, як її найняли в обсерваторію. Працюючи над проектом понад двадцять років, робота, проведена її командою в Кембриджській зоні, суттєво сприяла створенню Astronomische Gesellschaft Katalog, що містить інформацію про понад сто тисяч зірок і використовується у всьому світі багатьма обсерваторіями та їх дослідниками. Окрім своєї роботи в Кембриджській зоні, вона також брала участь у багатьох незалежних проектах, зокрема, керувала створенням «Аналів обсерваторії» (колекції таблиць, що містять положення змінних зірок у скупченнях) у 38 томах.

## Смерть
Кончина Анни Вінлок була несподіваною. 17 грудня 1904 року вона відвідала обсерваторію Гарвардського коледжу, що буде востаннє, і продовжувала працювати під час сезону відпусток. Останній запис у її зошиті спостережнь був напередодні нового 1904 року. Через три дні вона раптово померла у віці 47 років у Бостоні, штат Массачусетс. Панахида відбулася в каплиці Св. Джона в Кембриджі.